# Pachycondyla perroti
Pachycondyla perroti är en myrart som först beskrevs av Auguste-Henri Forel 1891.  Pachycondyla perroti ingår i släktet Pachycondyla och familjen myror.

## Underarter
Arten delas in i följande underarter:
- P. p. admista
- P. p. perroti

## Bildgalleri

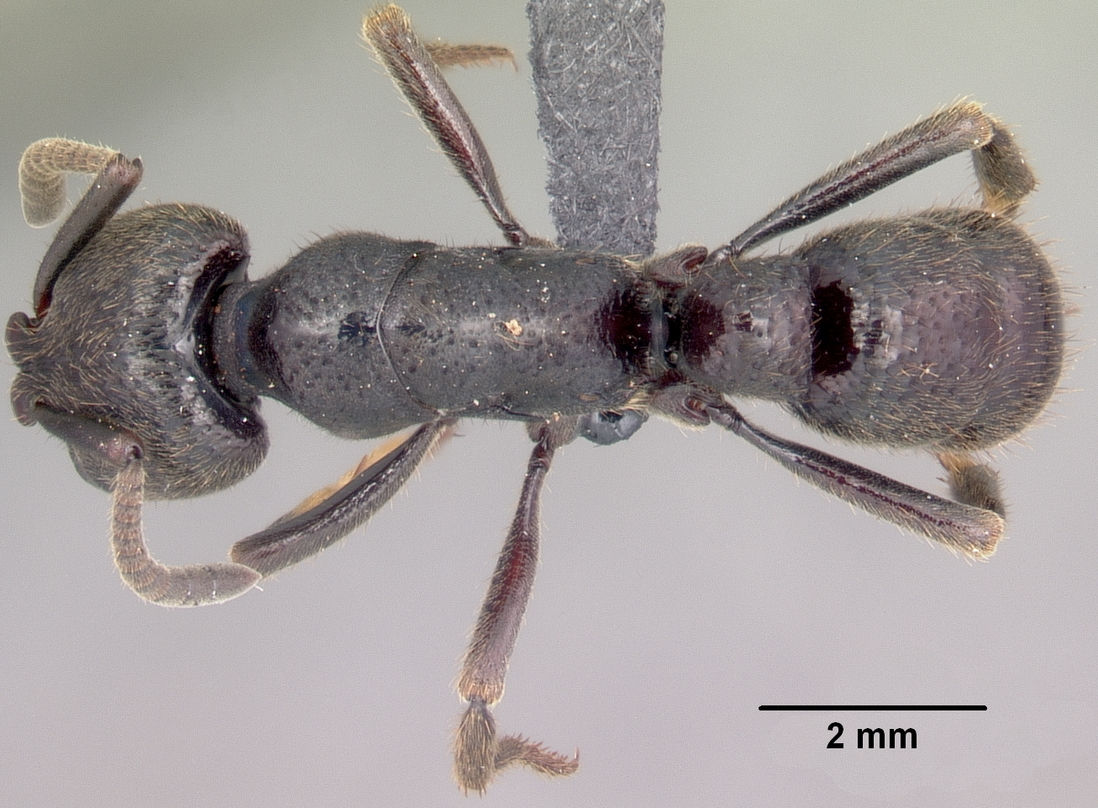
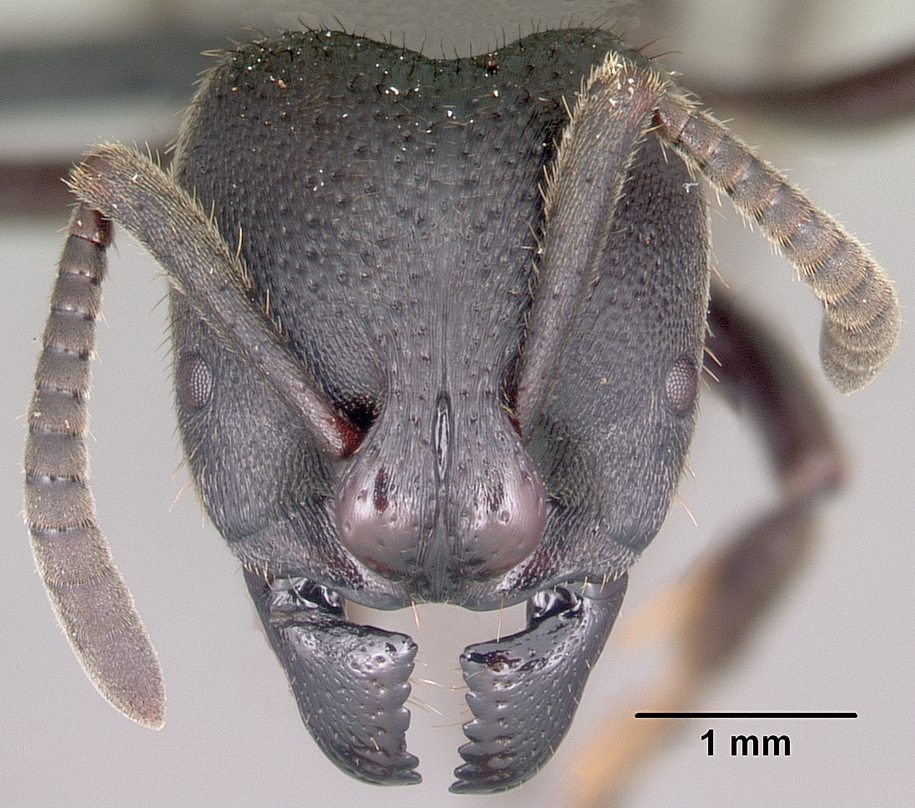
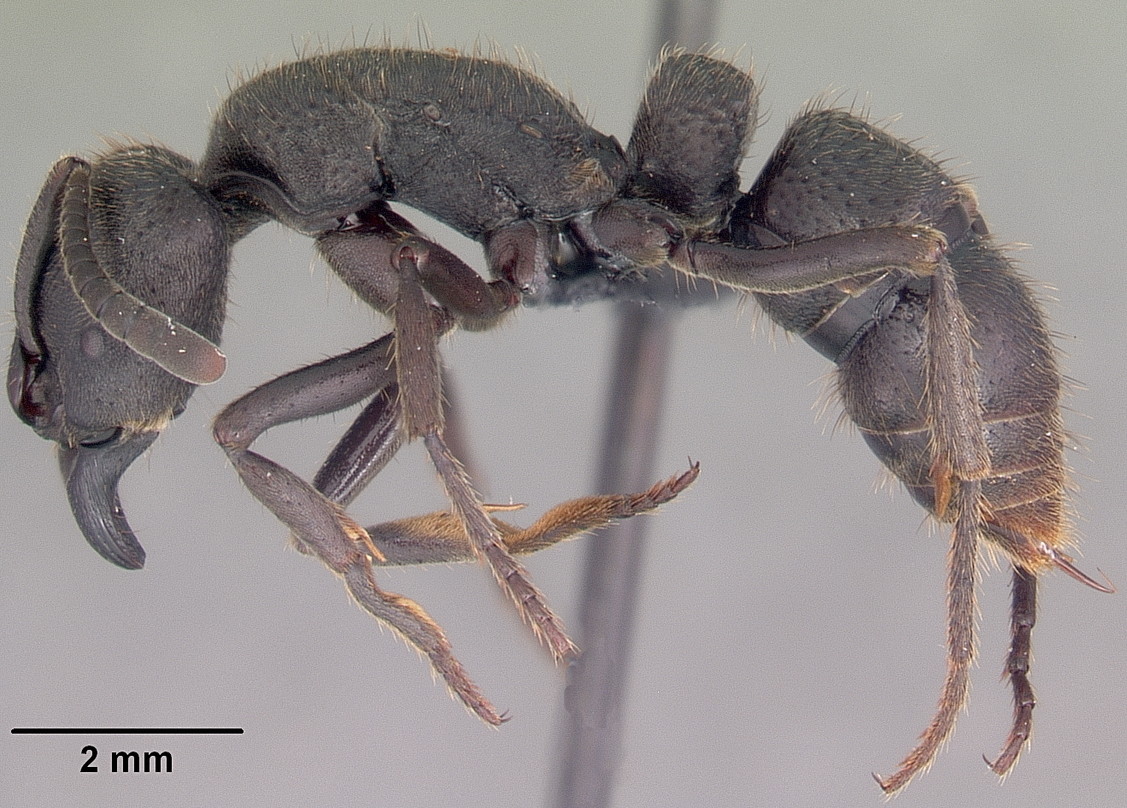
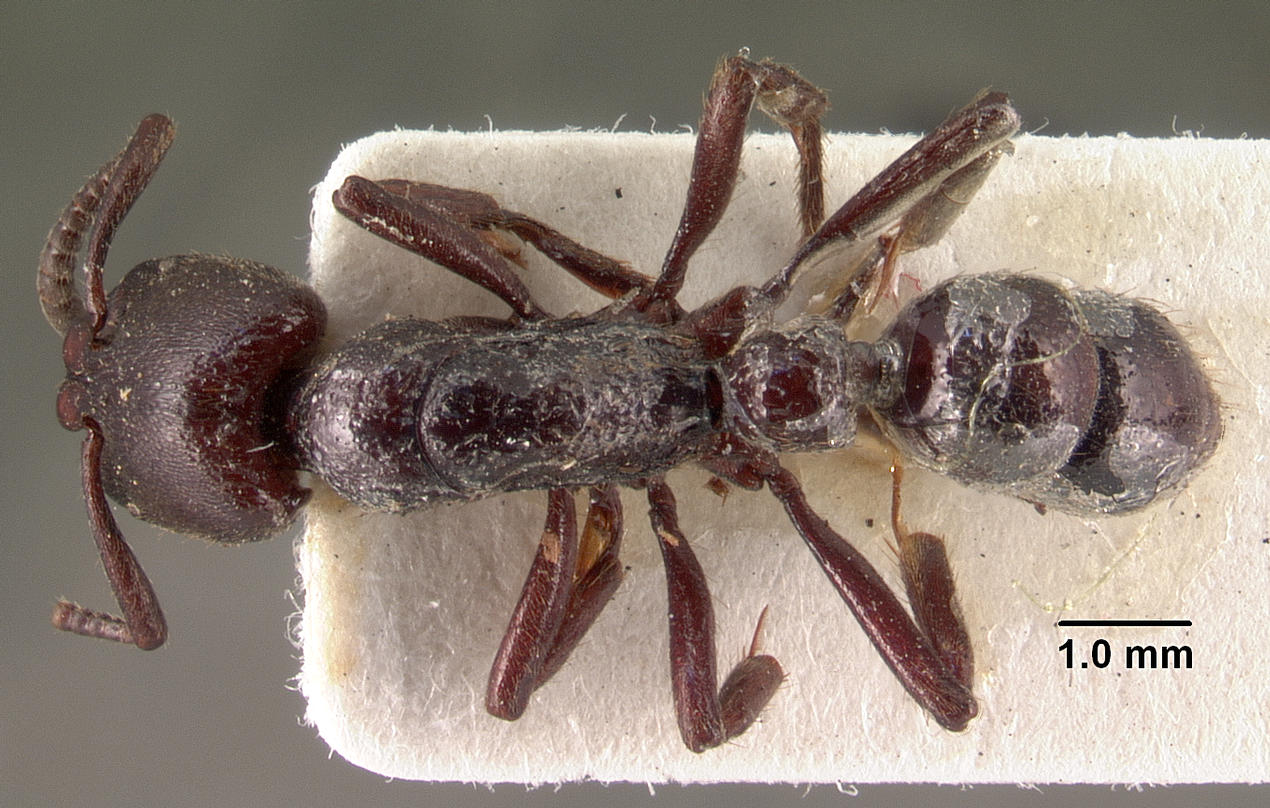
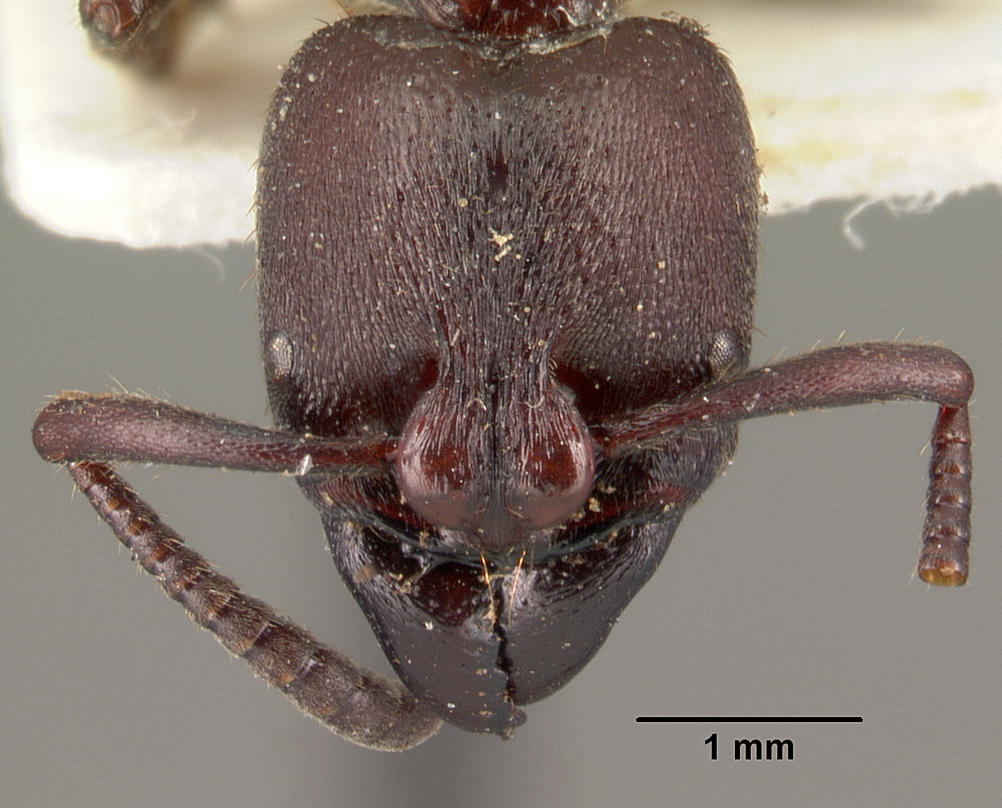
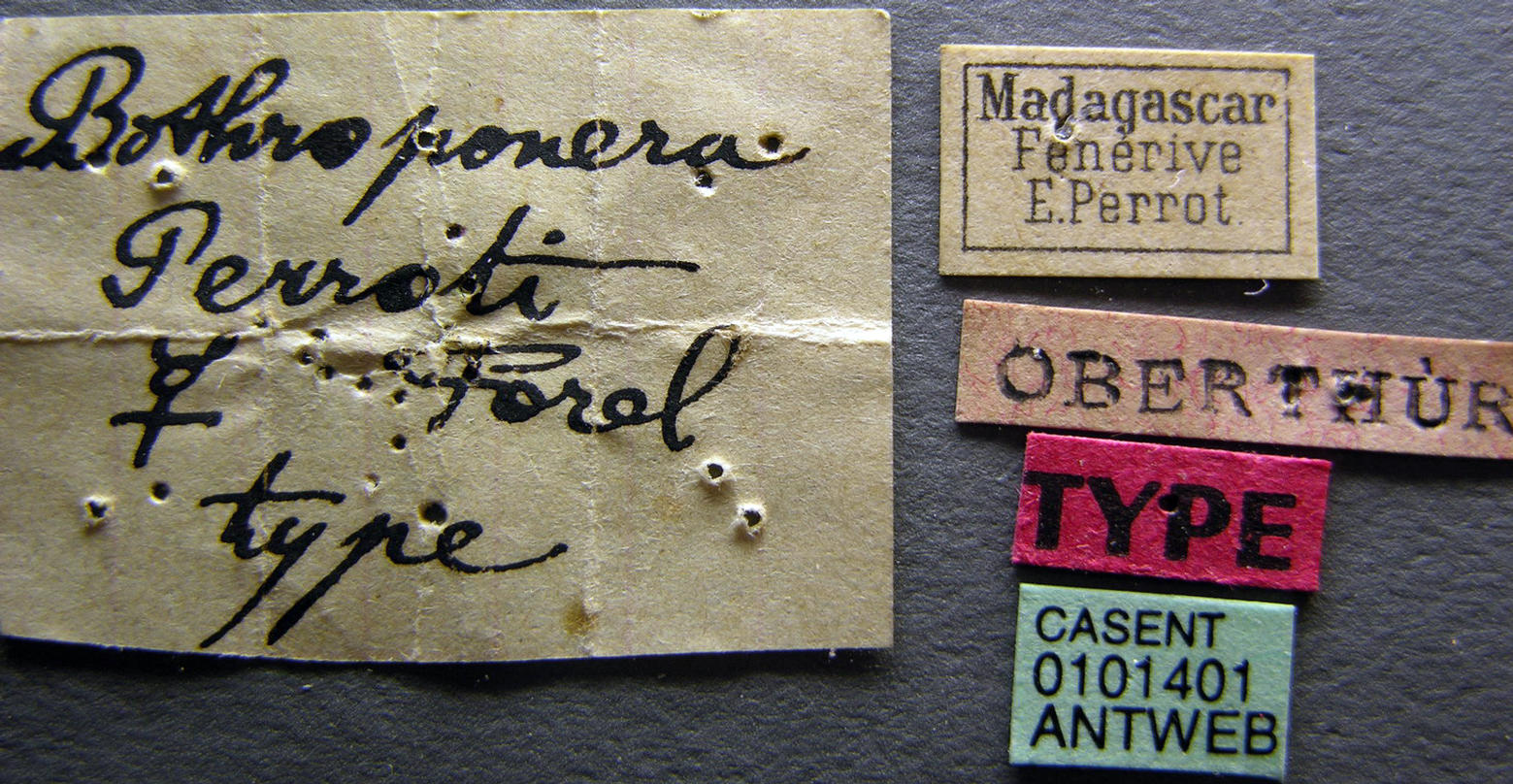